# Spoorlijn Wattwil - Sankt Gallen
De spoorlijn Wattwil - Sankt Gallen is een Zwitserse spoorlijn tussen Wattwil en Sankt Gallen. Het traject is in 1910 aangelegd door de Zwitserse spoorwegonderneming Bodensee-Toggenburg-Bahn (BT).

## Geschiedenis
De Bodensee-Toggenburg-Bahn opende op 3 oktober 1910 het normaalsporige traject van Romanshorn naar St. Gallen St. Fiden en van St. Gallen HB naar Wattwil. Op 1 oktober 1912 volgde de opening van het traject van Ebnat-Kappel naar Nesslau-Neu St. Johann. De tussengelegen trajecten van St. Gallen St. Fiden naar St. Gallen HB en van Wattwil naar Ebnat-Kappel waren van de Schweizerische Bundesbahnen en werden gehuurd door de Bodensee-Toggenburg-Bahn.

### Uitbreiding Schachen West
In een bouwtijd van twee jaar werd het dubbelspoor deel tussen Schachen (Herisau) inclusief Weissenbachviaduct op vrijdag 27 september 2013 ingebruik genomen. Het project werd gefinancierd door S-Bahn- en NEAT-Project van de Bund en de Kantons Appenzell Ausserrhoden, Sankt Gallen en Thurgau heeft totaal 44 miljoen CHF gekost.

## Treindiensten

### S-Bahn Sankt Gallen
De treindiensten van de S-Bahn van St. Gallen worden uitgevoerd door de AB, SOB, THURBO.

### Voralpen-Express
De Voralpen-Express is een treindverbinding van Südostbahn (SOB) samem met de Schweizerischen Bundesbahnen (SBB) tussen Noord-Oost Zwitserland en Centraal Zwitserland. Tegenwoordig is deze verbinding bekend als Express trein.

## Aansluitingen
In de volgende plaatsen was of is er een aansluiting van de volgende spoorwegmaatschappijen:

### Wattwil
- Wil – Ebnat-Kappel spoorlijn tussen Wil en Ebnat-Kappel
- Wattwil - Nesslau-Neu St. Johann spoorlijn tussen Wattwil en Nesslau-Neu St. Johann
- Rapperswil - Watwil spoorlijn tussen Rapperswil en Watwil

### Herisau
- Appenzeller Bahnen spoorlijn tussen Gossau SG en Appenzell

### St. Gallen
- Rorschach – Winterthur spoorlijn tussen Rorschach en Winterthur
- Appenzeller Bahnen spoorlijn tussen St. Gallen en Appenzell / Trogen
- Romanshorn – St. Gallen spoorlijn tussen Romanshorn en St. Gallen
- Thurbo diverse spoorlijnen

## Elektrische tractie
Het traject werd in 1933 geëlektrificeerd met een spanning van 15.000 volt 16 2/3 Hz wisselstroom.